# Talent (agência de publicidade)
Talent Marcel é uma agência de publicidade franco-brasileira, fundada em 1980 por Júlio Ribeiro. Agregou a Talent Biz ao Grupo Talent em 1989. Em 1998, adquiriu participação na Agência QG. Em 2010, foi vendida pelo grupo francês Publicis. Em outubro de 2015 se associou à francesa Marcel quando adotou o atual nome.
É criadora de slogans famosos como "Não é assim nenhuma Brastemp", para Brastemp, e "Bonita camisa, Fernandinho", para a USTOP. Foi a melhor agência do Brasil no Prêmio Caboré por três anos consecutivos.
Atualmente, alguns de seus clientes são CNA - Inglês Definitivo, Banco Santander, Net, Sony Ericsson, Tigre, Alpargatas, Semp Toshiba, Bavaria Premium, Ipiranga, Perdigão, Kaiser, Cargill, Santher e diversos outros.